# Elizabeth Taylor (Leichtathletin)
Elizabeth Taylor (Elizabeth Garner „Betty“ Taylor;) (* 22. Februar 1916 in Ingersoll; † 2. Februar 1977) war eine kanadische Hürdenläuferin.
1932 schied sie bei den Olympischen Spielen in Los Angeles über 80 Meter Hürden im Vorlauf aus. In derselben Disziplin gewann sie 1934 jeweils Silber bei den British Empire Games in London in 11,9 s hinter der Südafrikanerin Marjorie Clark und bei den Frauen-Weltspielen in London mit ihrer persönlichen Bestzeit von 11,7 s hinter der Deutschen Ruth Engelhard. 
Bei den Olympischen Spielen 1936 in Berlin errang sie Bronze in 11,7 s hinter der Italienerin Trebisonda Valla (Gold) und der Deutschen Anni Steuer (Silber).
1933, 1934 und 1936 wurde sie Kanadische Meisterin. 